# Miloslav Čermák (historik)
Miloslav Čermák (17. prosince 1941 Olomouc – 8. listopadu 2020 Olomouc) byl český historik a nakladatel. Zaměřoval se na hospodářské a sociální dějiny města Olomouce a středomoravského regionu.

## Život
Roku 1965 absolvoval Filozofickou fakultu Univerzity Palackého v Olomouci (obor dějepis – čeština), o tři roky později zde získal titul doktora filosofie a v roce 1992 na Masarykově univerzitě v Brně v oboru československých dějin vědeckou hodnost kandidáta věd. Už od roku 1991 provozoval vlastní nakladatelství a vydavatelství Memoria zaměřené na historickou a vlastivědnou literaturu a vydával také vlastivědnou revui Střední Morava.

### Ocenění
- 2021 – Cena města Olomouce za rok 2020 v oblasti kultury, uděleno in memoriam[2][3]

## Výběr z díla
- Olomoucká řemesla a obchod v minulosti. Olomouc: Memoria, 2002, 304 s.
- Olomoucké hospody, zájezdní hostince, hotely, vinárny a kavárny v minulosti. Olomouc: Memoria, 2004, 245 s.
- Olomoucký orloj. Olomouc: Memoria a Vlastivědné muzeum v Olomouci, 2005, 80 s.
- Dějiny obce Bělkovice-Lašťany. Bělkovice-Lašťany: Memoria, 2008, 223 s.
- Slasti a strasti olomouckých měšťanů v období gotiky, renesance a baroka. Olomouc: Memoria, 2013, 135 s.
- Olomouc v roce 1968. Olomouc: Memoria, 2015, 227 s.